# 36e escadre de commandement et de conduite aéroportés
La 36e escadre de commandement et de conduite aéroportés (36e EC2A) est une unité de combat de l'Armée de l'air française créée le 3 septembre 2014 sur la base aérienne 702 Avord.

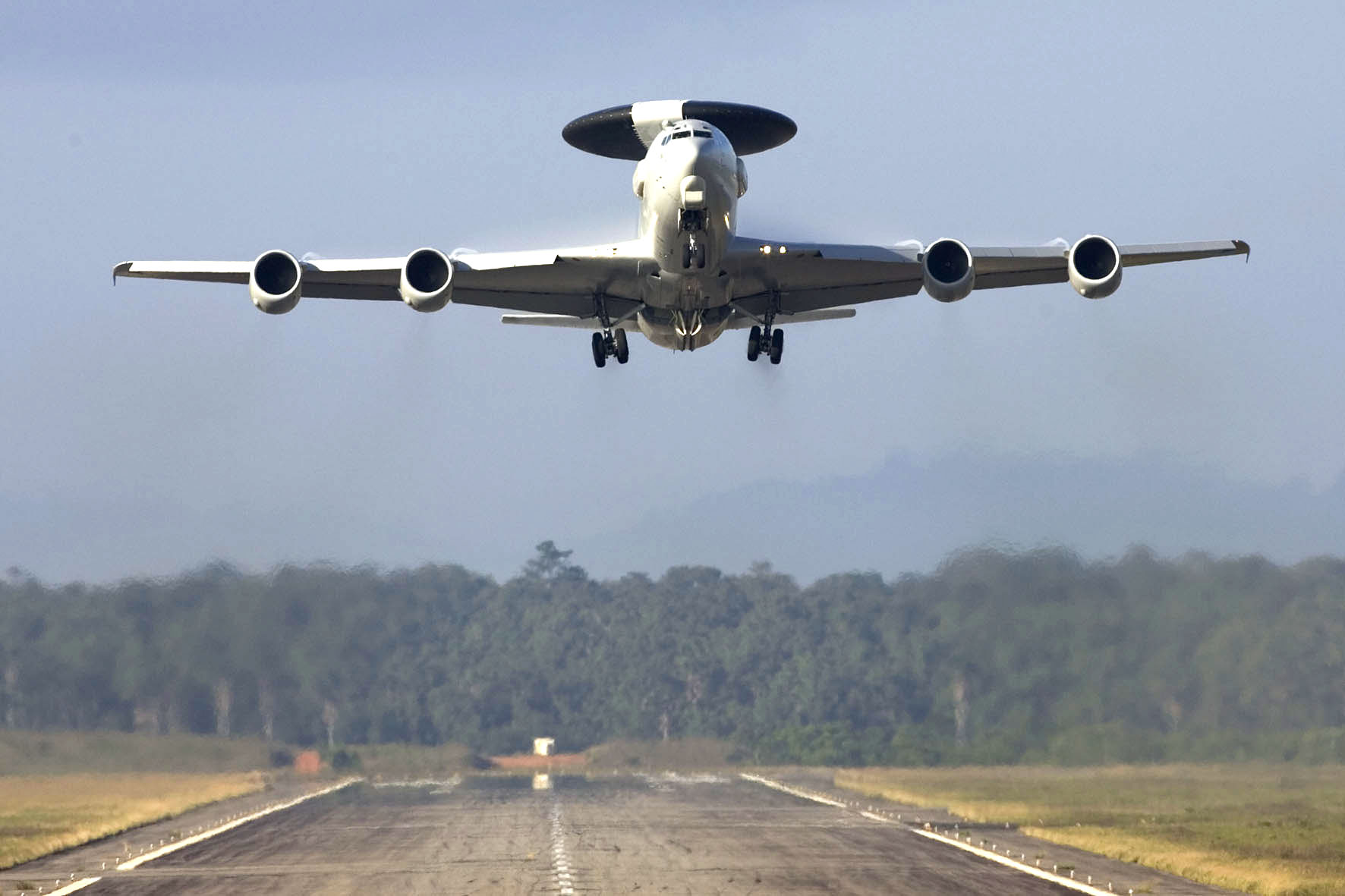
E-3F au décollage.

## Historique

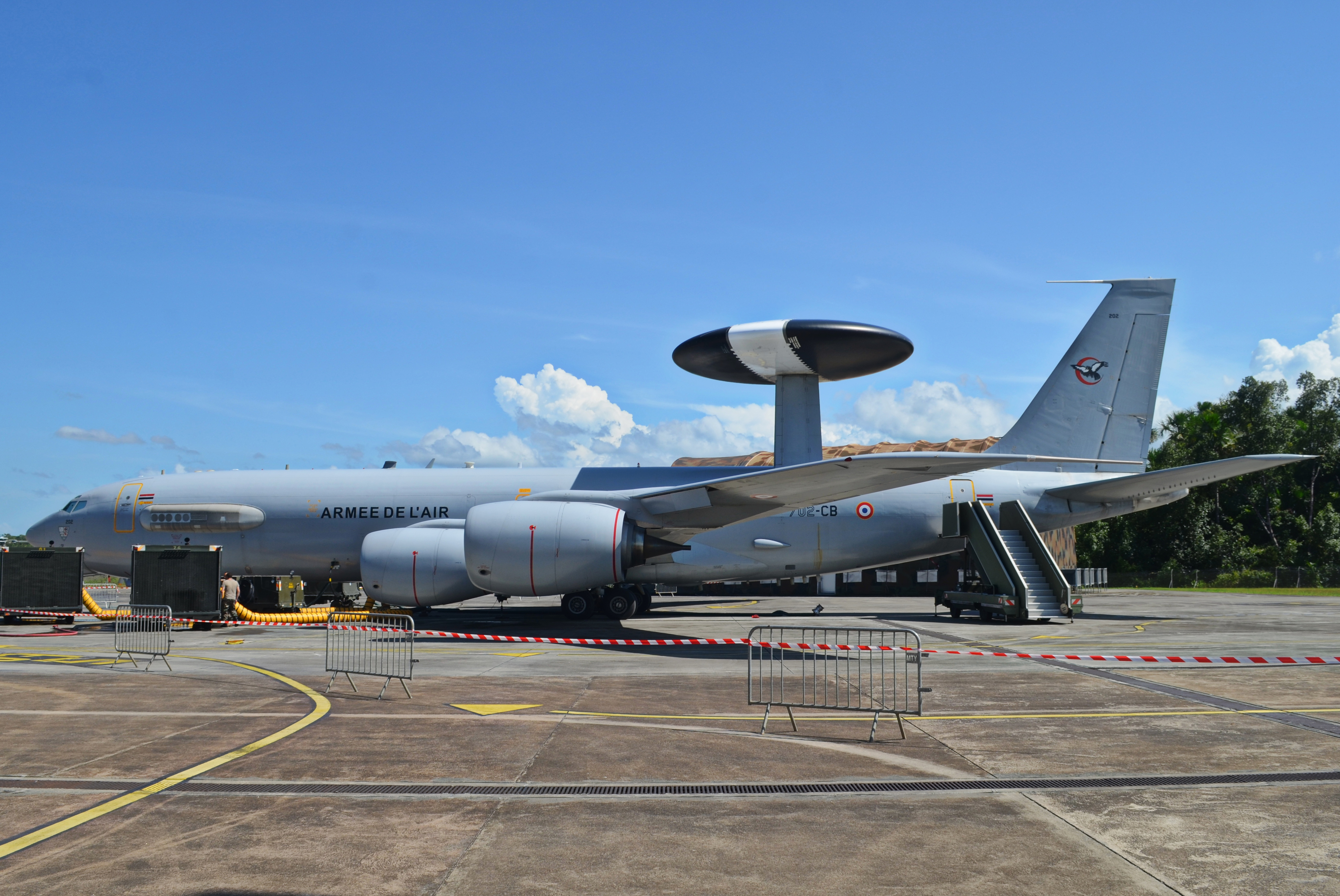
Le E-3F N°202/36-CB porte l'insigne de l'escadrille BR 43 « Charognard ».

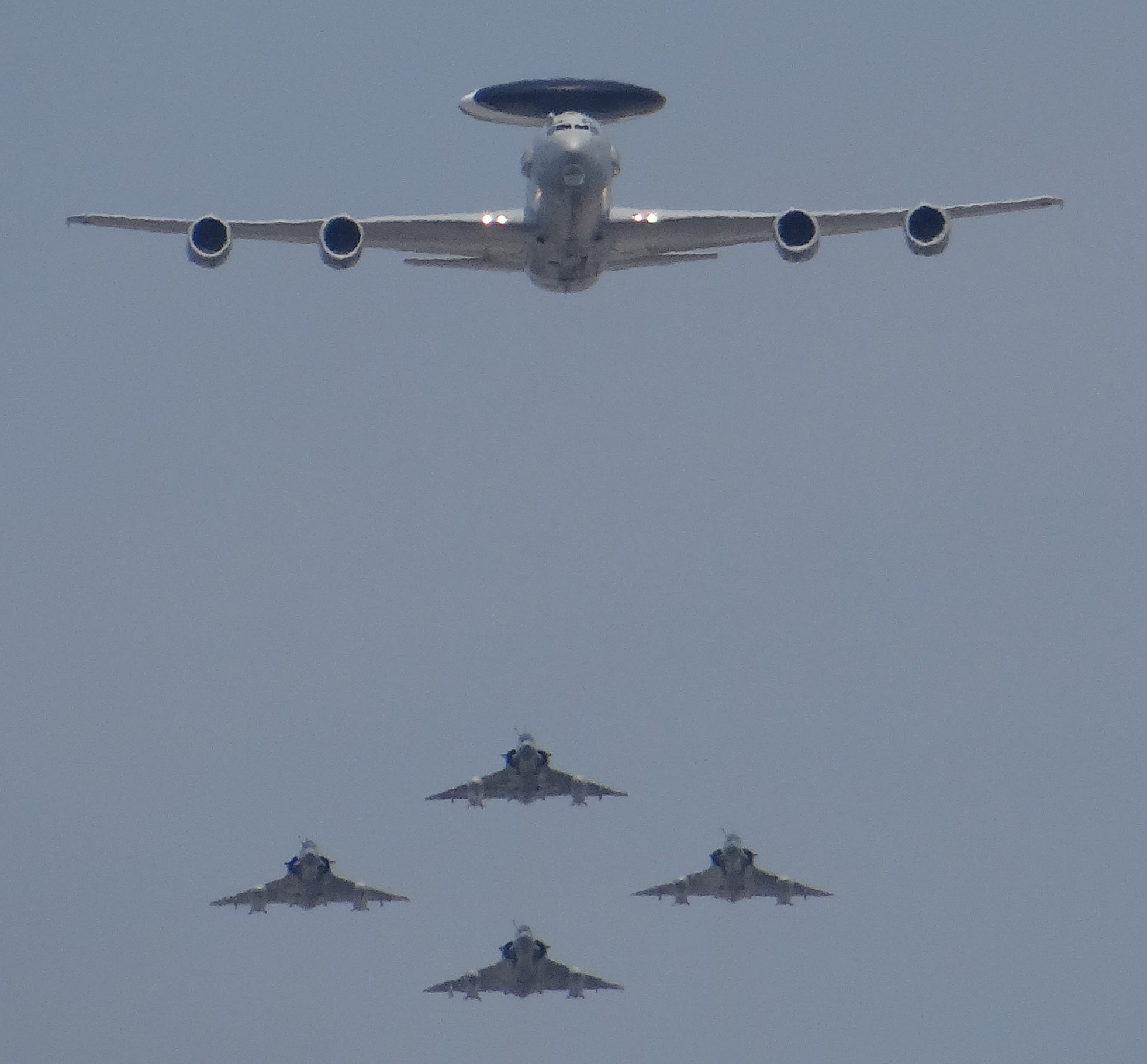
E-3F suivi de 4 Mirage 2000, Paris, 2018.

L'unité de détection aéroportée 2/920 est créée le 1er septembre 1989 à Avord. Elle constitue le noyau initial de la 36e escadre de détection aéroportée (36e EDA) qui est créée le 1er mars 1990. Elle est composée alors de trois escadrons et d'un groupe de soutien :
- Escadron de détection aéroportée 1/36 « Berry »
- Escadron de détection aéroportée 2/36 « Nivernais »
- Escadron de préparation des missions et de simulation 10/36
- Groupe d'entretien et de réparation des matériels spécialisés 15/36 (GERMAS)

L'unité reprend les traditions de la 36e escadre de reconnaissance. Entre décembre 1990 et février 1992, l'escadre prend en compte les quatre Boeing E3F-SDCA commandés. Étant donné, qu'il y a quatre escadrilles de traditions et quatre appareils, chacun d'eux reçoit les couleurs d'une escadrille sur la dérive :
- La SAL 58 « Coq » sur l'E-3F N°201/36-CA.
- La BR 43 « Charognard » sur l'E-3F N°202/36-CB.
- La SAL 253 « Dogue » sur l'E-3F N°203/36-CC.
- La BR 257 « Masse d'armes » sur l'E-3F N°204/36-CD.

La 36e escadre de détection aéroportée est déclarée opérationnelle le 19 juin 1992. Elle est aussitôt engagée, dès le 12 août, dans les opérations au-dessus de l'ex-Yougoslavie : Opération Deny Flight.
Le 1er août 1993, à la suite de la réorganisation de l'armée, le niveau « escadre » est supprimé. L'escadre est alors transformée en 36e escadron de détection et de contrôle aéroportée. 
Du 12 février 2007 au 23 février 2007 participation à  Garuda III.
Le 3 septembre 2014, l'escadre est recréée sous le nom de 36e escadre de commandement et de conduite aéroportés (36e EC2A).

## Unités constituantes
- 36e escadron de détection et de contrôle aéroportés Berry
- Escadron de Soutien Technique  Aéronautique 15.036 « Septaine »

## Insigne
L'insigne de la 36e EC2A a été homologué le 1er novembre 2014 sous le numéro A 1449.
Il comprend les éléments symboliques suivants :
- les chevrons bleus emblématiques des unités de reconnaissance ;
- le charognard rappelant l'appartenance à l'Armée de l'air ;
- le nombre 36, numéro de l'unité.

## Bases
- Base aérienne 702 d'Avord (capitaine Georges Madon) depuis 2014

## Appareils
- 4 Boeing E-3F